# Cominsia minor
Cominsia minor là một loài thực vật có hoa trong họ Marantaceae. Loài này được Valeton mô tả khoa học đầu tiên năm 1920.